# Jeanne d’Arc au bûcher
Jeanne d’Arc au bûcher (dt. Johanna auf dem Scheiterhaufen) ist ein dramatisches Oratorium in 11 Szenen von Paul Claudel (Text) und Arthur Honegger (Musik), das seine konzertante Uraufführung am 12. Mai 1938 im Musiksaal des Stadtcasino Basel unter der Leitung Paul Sachers mit Ida Rubinstein als Jeanne, dem Basler Kammerorchester, dem Basler Kammerchor und der Knabenkantorei Basel als Chor erlebte. Seine szenische Premiere hatte es am 13. Juni 1942 im Stadttheater Zürich in der deutschen Fassung von Hans Reinhart. Die Aufführungsdauer beträgt ca. 75' ohne Pause.

## Entstehungsgeschichte
1934 gab die russische Tänzerin und Schauspielerin Ida Rubinstein, angeregt durch die Aufführung eines Mysterienspiels von Studenten der Pariser Sorbonne, bei dem Schweizer Komponisten Arthur Honegger ein dramatisches Musikwerk in Auftrag, das thematisch die Geschichte der Johanna von Orléans behandeln sollte. Als Text-Dichter hatte man Paul Claudel ins Auge gefasst, der jedoch, aus Ehrfurcht vor der Thematik, die Zusammenarbeit an dem Projekt zunächst ablehnte; eine Vision, die der gläubige Katholik auf einer Zugfahrt nach Brüssel gehabt haben soll, sei für ihn Anlass gewesen, den Auftrag doch anzunehmen. Innerhalb weniger Wochen hatte er das Libretto fertig skizziert und noch im selben Jahr konnte Honegger mit der kompositorischen Ausarbeitung beginnen. Die Arbeit an dem Oratorium wurde am 30. August 1935 abgeschlossen. Nach der Befreiung Frankreichs von den deutschen Besatzern erweiterten Dichter und Komponist das Werk um einen Prologue, der Jeanne als Retterin Frankreichs preist.

## Besetzung
Besetzt ist das Oratorium mit Orchester, gemischtem Chor, Kinderchor, Gesangs-Solisten und Sprechern.

### Orchester
- 2 Flöten (davon eine alternierend Piccolo-Flöte)
- 2 Oboen
- 1 Piccolo-Klarinette in Es
- 1 Klarinette in B
- 1 Bass-Klarinette in B
- 3 Alt-Saxophone in Es
- 3 Fagotte
- 1 Kontrafagott
- 1 Piccolo-Trompete in D
- 3 Trompeten in C
- 3 Tenorposaunen
- 1 Bass-Posaune (ersatzweise: Tuba)
- 2 Klaviere
- Pauken
- Schlagwerk (2 Spieler)
- Celesta
- Ondes Martenot
- Streicher

### Sprechpartien
- Jeanne d’Arc (Die Heilige Johanna)
- Frère Dominique (Bruder Dominik)
- Héraut III (3. Herold)
- L'âne (der Esel)
- Bedford
- Jean de Luxembourg (Johann von Luxemburg)
- Heurtebrise (Mühlenwind)
- Un Paysan (ein Bauer)
- L'appariteur (der Zeremonienmeister)
- Regnault de Chartres
- Guillaume de Flavy
- Perrot
- Ein Priester

(diese Rollen können im Konzert von zwei Sprechern dargestellt werden)
- La mère aux tonneaux (Mutter Weinfass)

### Gesangspartien
- La Vierge (Die Jungfrau Maria) (Sopran)
- Marguerite (Hl. Margarethe) (Sopran)
- Catherine (Hl. Katharina) (Alt)
- Porcus (Tenor)
- Une Voix (Eine Stimme) (Tenor)
- Héraut I (Erster Herold) (Tenor)
- Le Clerc (Der Geistliche) (Tenor)
- Une Voix (Eine Stimme) (Bass)
- Héraut II (Zweiter Herold) (Bass)

(Die Tenor- und Bass-Solopartien können im Konzert von jeweils einem Sänger dargestellt werden)
- Une Voix d'Enfant (Kinderstimme)

## Ablauf / Handlung
Die Stimmen des Himmels rufen Johanna zu sich. Bruder Dominik liest ihr aus dem Buch ihres Lebens vor, da dringen die bestialischen Stimmen der Erde zu ihr, die Johanna anklagen und verwünschen. Einem Tiergericht soll sie übergeben werden, das in der Tradition des „Roman de Fauvel“ (Gervais du Bus, ~ 1310) über ihr Schicksal entscheiden soll. Zum Vorsitzenden ernennt sich Porcus, das Schwein (frz. Cochon), selbst; eine deutliche Anspielung auf den Bischof von Beauvais, Pierre Cauchon, der in der Historie tatsächlich den Vorsitz im Prozess gegen Johanna innehatte. Die Schafe fungieren als Beisitzer und der Esel soll Schreiber sein. Von diesem Tiergericht wird Johanna verurteilt und findet sich am Pfahl auf den Scheiten wieder. Auf die Frage, wie sie dorthin gekommen sei, berichtet ihr Bruder Dominik vom Kartenspiel der Könige von Frankreich und England und des Herzogs von Burgund, die symbolisch für Torheit, Hoffart und Habgier stehen. Johanna selbst ist der Einsatz der Partie und dem Sieger, England, wird sie ausgeliefert. Ihre Schutzheiligen Katharina und Margarethe erbitten göttlichen Beistand und in der Geborgenheit ihrer Schutzheiligen erinnert sich Johanna an die Krönung des Dauphin. Unter Jubel und Tanzmusik zieht er in Reims, der Krönungsstadt, ein. Mühlenwind und Mutter Weinfass begrüßen sich freudig, denn durch die Krönung ist die Wiedervereinigung des weizenbringenden Nordens mit dem weinreichen Süden Frankreichs zustande gekommen. Doch als Johanna sich über den auf sie zurückzuführenden Erfolg freut, werden wieder die sie anklagenden Stimmen auf der Erde vernehmbar. Sie erinnert sich an ihre Kindheit, ihre Unschuld zu der Zeit als ihr das Schwert, mit dem sie Frankreich befreite, übergeben wurde und sie mit den anderen Kindern das Trimazô-Lied sang. Dieses Lied versucht sie nun noch einmal zu singen, doch die Realität, in die sie zurückgeworfen wird, erstickt ihre Stimme. Johanna steht auf dem Scheiterhaufen, Bruder Dominik hat sie am Ende ihres Buches verlassen und ihre Schutzheiligen sprechen ihr Trost zu, bevor sie flammend in der Herrlichkeit des Himmels aufgeht.

## Musik
Das Oratorium bedient sich der Elemente des Mysterienspiels, des antiken Dramas, der Oper, des Oratoriums und der Kinematographie (Kinotechnik, die szenische Handlung durch Rückblenden aufzubauen). Die teils fiktiven, teils historischen Szenen sind durch Wiederholungen und z. T. äußerst spitzfindige Variationen einiger charakteristischer Themen und Motive miteinander verknüpft, zu nennen wären das Rufen des Höllenhundes (Ondes Martenot) zu Beginn des Stücks, die vier Glockenakkorde, die die Stimmen von Johannas Schutzheiligen begleiten oder das Trimazô-Lied, das kindliche Geborgenheit symbolisiert. Musikalische Quellen, auf die facettenreich zurückgegriffen wird, entspringen der Folklore (frz. Volkslied „Voulez-vous manger de cesses?“), dem choralen Kirchengesang (Antiphon „Aspiciens a longe“ und Conductus der „Esel-Sequenz“) oder der Barockrezeption (transponiertes B-A-C-H-Motiv). Musikalisch parodiert werden die Jazzmusik der 1935er, z. B. durch die Arie des Porcus und den Chor des Tiergerichts, aber auch die Barockmusik, z. B. durch barocke Tänze während der Kartenspiel-Szene, wobei zwischen die Saiten in den Corpus der Klaviere Metallstücke gelegt werden, um diese wie Cembali klingen zu lassen.

## Rezeptionsgeschichte
Bei seiner Uraufführung 1938 in Basel riss das Stück Publikum und Presse zu Begeisterungsstürmen hin. Bei seiner Frankreichpremiere 1939 in Orléans wurde Ida Rubinstein jedoch vom reaktionären und rassistischen Publikum als Jüdin, der es nicht zustehe, eine so reine französische Nationalheldin und Christin darzustellen, von der Bühne gebuht. Um 1941 tourte jedoch das Ensemble „Chantier Orchestral“ mit gerade diesem Werk erfolgreich durch über 40 Städte des unbesetzten Frankreichs.

## Auszeichnungen
Die Inszenierung von Lorenzo Fioroni im Staatstheater Kassel in der Saison 2004/2005 erhielt den Götz-Friedrich-Preis für Regie.